# Wolff Heckel

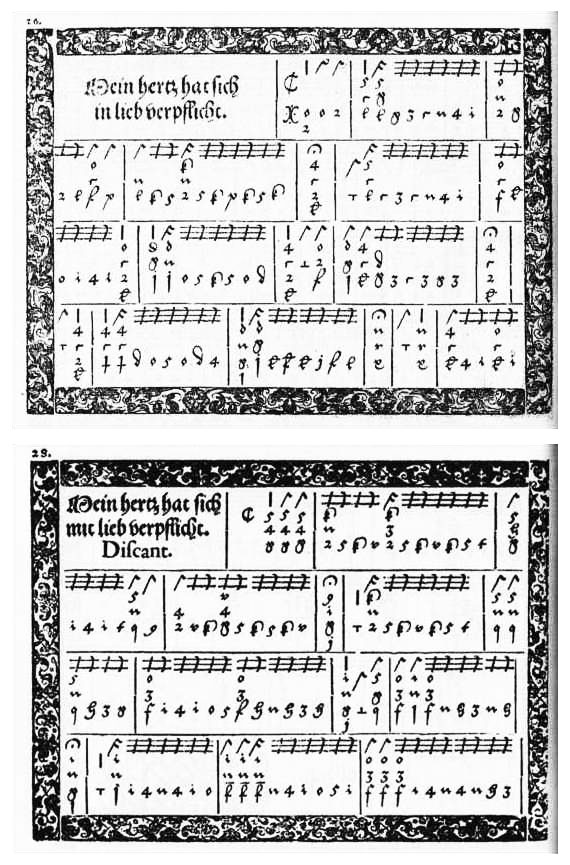
Dein Herz hat sich in lieb verpflichtet: Auszug aus Lautten Buch von Wolff Heckel. Straßburg 1556.

Wolff Heckel (* um 1515 in München; † um 1562) war ein deutscher Lautenist und Komponist.

## Leben
Er verbrachte einen großen Teil seines Lebens in Straßburg, wo er als Lautenist und Komponist wirkte. Dort erwarb er profunde Kenntnisse französischer Lieder und italienischer Tanzformen. In Straßburg entstand auch sein wichtigstes Werk, das Lautten Buch. Es handelt sich dabei um eine Sammlung von über hundert Stücken für zwei Lauten (Diskant- und Tenorlaute) und ist in deutscher Lautentabulatur notiert. Es beinhaltet fünf Teile, Teütsche stuck, Lateinische stuck, Frantzoesische stuck oder lieder, Itallianische stuck oder Lieder sowie Allerley Tentz auff Teütsch auszgesetzt und zählt zu den wichtigen frühen gedruckten Werken für Renaissancelaute. Die Sammlung erschien im Druck zuerst 1556 durch Urban Wyß in Straßburg, eine zweite Auflage mit geringfügigen Änderungen folgte 1562 durch Christian Müller. Heckel wird eine wichtige Rolle für das Fortbestehen des Passamezzo in deutschen Tabulaturen zugeschrieben, welcher vorher nur durch Hans Gerle und Hans Jakob Wecker in größerem Ausmaß berücksichtigt wurde.

## Werke
- Lautten Buch von mancherley schoenen und lieblichen stucken mit zweyen Lautten zu samen zeschlagen (...). Straßburg 1556; 2. Auflage ebenda 1562 (Digitalisat).